# Julián del Castillo Sánchez
Julián del Castillo Sánchez (c. 1864) va ser un militar espanyol.

## Biografia
Militar professional, pertanyent a l'arma d'infanteria. Va participar en la Guerra de Cuba, durant la qual va guanyar la Creu Llorejada de Sant Ferran. El juliol del 1936, al començament de la Guerra civil, tenia 72 anys i es trobava a Madrid retirat de l'Exèrcit, amb el rang de tinent.
S'uniria al nou Exèrcit Popular de la República, ocupant diversos llocs de comandament. Va tenir un paper rellevant durant la defensa de Madrid. A la fi de febrer de 1937 va assumir el comandament de la 17a Brigada Mixta, amb el seu lloc de comandament a Morata de Tajuña Va mantenir el comandament fins a finals d'any. A la fi d'abril de 1938 va ser nomenat comandant de la 50a Divisió, de nova creació, amb la qual intervindria en la campanya de Llevant. Al juliol va assumir breument el comandament del VIII Cos d'Exèrcit, en el front d'Extremadura. Posteriorment assumiria el comandament de la 63a Divisió, aconseguint el rang de tinent coronel.
Cap al final de la contesa era comandant militar d'Almeria. Al març de 1939, després del cop de Casado, va ser destituït.